# Liste der Monuments historiques in Morlaix
Die Liste der Monuments historiques in Morlaix führt die Monuments historiques in der französischen Gemeinde Morlaix auf.

## Liste der Bauwerke
| Bezeichnung                                   | Beschreibung | Standort                           | Kennzeichnung | Schutzstatus   | Datum     | Bild           |
| --------------------------------------------- | ------------ | ---------------------------------- | ------------- | -------------- | --------- | -------------- |
| Kapelle Notre-Dame-de-la-Fontaine             |              | 3, rue Sainte-Marthe (Lage)        | PA00090125    | Classé         | 1909      | weitere Bilder |
| Kapelle Ste-Geneviève                         |              | Rue Sainte-Geneviève (Lage)        | PA00090126    | Classé         | 1947      | weitere Bilder |
| Château de Kéranroux (Schloss) mit Taubenturm |              | (Lage)                             | PA00090488    | Inscrit        | 1992      | weitere Bilder |
| Kapuzinerkloster                              |              | Place des Jacobins (Lage)          | PA00090124    | Classé         | 1983      | weitere Bilder |
| Ursulinenkloster                              |              | 3, rue des Ursulines (Lage)        | PA29000047    | Inscrit Classé | 2002 2004 | weitere Bilder |
| Kirche Notre-Dame in Ploujean                 |              | (Lage)                             | PA00090127    | Classé         | 1914 1951 | weitere Bilder |
| Kirche St-Mathieu                             |              | Rue Saint-Mathieu (Lage)           | PA00090128    | Classé         | 1914      | weitere Bilder |
| Kirche St-Mélaine                             |              | (Lage)                             | PA00090129    | Classé         | 1914      | weitere Bilder |
| Hôtel de François du Parc                     |              | 15, place des Otages (Lage)        | PA00090130    | Inscrit        | 1968      | weitere Bilder |
| Gebäude                                       |              | 14, Grande Rue (Lage)              | PA29000035    | Inscrit        | 1998      | weitere Bilder |
| Gebäude                                       |              | 13, rue Ange-de-Guernisac (Lage)   | PA00090131    | Inscrit        | 1971      | weitere Bilder |
| Gebäude                                       |              | 49, rue Ange-de-Guernisac (Lage)   | PA00090132    | Inscrit        | 1972      | weitere Bilder |
| Maison Le Clique (Haus)                       |              | Le Clique (Lage)                   | PA00135268    | Inscrit        | 1995      | weitere Bilder |
| Maison Cornic (Haus)                          |              | Le Clique (Lage)                   | PA00090134    | Inscrit        | 1976      | weitere Bilder |
| Maison de la duchesse Anne                    |              | 33, rue du Mur (Lage)              | PA00090135    | Classé         | 1883      | weitere Bilder |
| Maison Pénanault                              |              | 10, place Charles-de-Gaulle (Lage) | PA29000055    | Inscrit        | 2006      | weitere Bilder |
| Maison à pondalez                             |              | 9, Grande Rue (Lage)               | PA00090133    | Classé         | 1987      | weitere Bilder |
| Herrenhaus                                    |              | Kéroch'iou (Lage)                  | PA00090136    | Classé         | 1979      |                |
| Manoir de Traon Feunteniou (Herrenhaus)       |              | (Lage)                             | PA00090489    | Inscrit        | 1992      |                |
| Tabakmanufaktur                               |              | 39, quai de Léon (Lage)            | PA29000015    | Inscrit Classé | 1997 2001 | weitere Bilder |
| Stadtbefestigung                              |              | (Lage)                             | PA29000006    | Inscrit        | 1996      | weitere Bilder |
| Stadttheater                                  |              | 27, rue de Brest (Lage)            | PA29000007    | Inscrit Classé | 1996 1998 | weitere Bilder |
| Viadukt                                       |              | (Lage)                             | PA00090137    | Inscrit        | 1975      | weitere Bilder |

## Liste der Objekte
- Monuments historiques (Objekte) in Morlaix in der Base Palissy des französischen Kultusministeriums